# Jack Lee
John Lee, conosciuto come Jack (Sileby, 4 novembre 1920 – Rugby, 31 dicembre 1994) è stato un calciatore inglese, di ruolo attaccante.

## Carriera

### Club
Ha sempre giocato nel campionato inglese.

### Nazionale
Ha vestito la maglia della Nazionale inglese in una sola occasione nel 1950.